# 普列文貝利特鷹足球會
普列文貝利特鷹足球會(Belite orli) 是一支位於保加利亞普列文的職業足球會，目前於保加利亞足球乙級聯賽角逐。

## 外部連結
- Български клубове - Белите орли (Плевен) （页面存档备份，存于）
- Белите орли (Плевен) （页面存档备份，存于）